# Конрад III (Каринтия)
Конрад III (Куно) (на немски: Konrad III von Kärnten (Kuno), † 1061) е номинално херцог на Каринтия и маркграф на Верона през 1056/1057 – 1061 г.

## Биография
Той произлиза от фамилията на Хецелинидите, странична линия на Ецоните. Баща му е граф Хецел от Цюлпихрау († 20 ноември 1033), който е брат на пфалцграф Ецо от Лотарингия († 21 май 1034) и син на пфалцграф Херман I от Лотарингия († 996). Майка му вероятно е сестра на император Конрад II или е дъщеря на херцог Конрад I от Каринтия. Той е брат на пфалцграф Хайнрих I от Лотарингия († 29 юли 1060).
През 1055 г. Конрад III участва във въстанието на Конрад I от Бавария и Велф III против император Хайнрих III. Въпреки това той е помилван и през 1056 г. от императрицата-майка Агнес получава Херцогство Каринтия. Той не успява да поеме властта в Каринтия, понеже тамошните Епенщайни с Маркварт IV са много могъщи. Вероятно той не е стъпвал никога на Каринтийска земя.
Умира през 1061 г. Последван е от Бертхолд I (Церинги).